# Поляков Анатолій Сергійович
Поляков Анатолій Сергійович (10 травня 1980) — російський плавець.
Учасник Олімпійських Ігор 2000, 2004 років.
Призер Чемпіонату світу з водних видів спорту 2001 року.
Призер Чемпіонату світу з плавання на короткій воді 2000 року.
Чемпіон Європи з водних видів спорту 2000, 2002 років, призер 1999, 2004 років.
Призер Чемпіонату Європи з плавання на короткій воді 2000, 2001 років.